# 포르쉐 964
포르쉐 964(영어: Porsche 964)는 1989년과 1994년 사이에 제조 및 판매된 포르쉐 911의 회사 내부 이름이다. Benjamin Dimson이 1986년 1월까지 디자인 한이 모델은 이전 911 모델에 비해 스타일이 크게 수정되었으며 가장 두드러지게 통합된 범퍼이다. 포르쉐의 팁트로닉 자동 변속기와 4륜구동이 옵션으로 제공되는 최초의 자동차였다.

## 차명
타입 964 ("nine-sixty-four"또는 "nine-six-four")는 911 카레라 2 및 911 카레라 4 모델에 대한 포르쉐의 내부 코드명으로, 단순히 "카레라 2"및 "카레라 4"라는 배지가 붙어 있다. "964"는 자동차 간행물과 애호가가 다른 세대의 카레라와 구별하기 위해 사용한다.

## 카레라 2와 카레라 4
964는 이전 모델인 카레라 3.2에 비해 85% 새로운 것으로 간주되었다. 1989년에 출시된 최초의 964는 모든 휠 드라이브가 장착된 "Carrera 4"모델이었다. 포르쉐는 1990년에 리어 휠 드라이브 카레라 2 모델을 추가했다. 두 모델 모두 쿠페, 타르가 또는 카브리올레로 출시되었다. 964 Carrera는 2011 991 (993, 996 및 997 버전이 복잡한 유리 지붕 "온실"시스템 대신 사용됨)까지 기존의 탈착식 Targa 지붕과 함께 판매된 마지막 세대였다. M64라는 새로운 자연 흡기 엔진이 964 모델에 사용되었으며 배기량은 3.6 리터이다. 포르쉐는 서스펜션을 대폭 수정하여 토션 바를 코일 스프링과 충격 흡수 장치로 대체했다. 파워 스티어링과 ABS 브레이크가 911에 처음으로 추가되었다. 둘 다 표준이었다. 더 나은 공기 역학을 위해 외부 범퍼와 안개등이 차와 같은 높이가 되었다. 새로운 전기 리어 스포일러는 50mph (80km/h) 이상의 속도에서 상승하고 저속에서는 리어 엔진 덮개와 같은 높이로 내려갔다. 수정된 인테리어에는 1989년 말부터 북미 생산 1990 MY 자동차의 표준 듀얼 에어백이 적용되었다. 새로운 자동 실내 온도 조절 시스템은 향상된 난방 및 냉방을 제공했다. 수정 된 계기는 차량의 중앙 경고 시스템에 연결된 대형 경고등 세트를 수용하여 운전자에게 가능한 문제 또는 오작동을 경고한다.

### 엔진
- 엔진 디자인: 공랭식/오일 냉각식, 수평 대향식, 건식 섬프 윤활, 후면 장착
- 엔진 배기량: 3,600 cc (220 cu in)

### 섀시
서스펜션은 토션 바 대신 코일 스프링을 사용하여 재설계되었으며, 이는 오리지널 911 이후 최초의 주요 엔지니어링 변경 사항이다. 프론트 서스펜션은 모든 후속 버전에서 계속되는 시스템 인 MacPherson 스트럿을 사용했지만 리어 서스펜션은 세미 트레일 링 암을 유지했다.

### 성능
- 최고 속도: 163 mph (261 km/h), 159 mph (256 km/h)
- 전방 트랙: 54.3 in (1,380 mm)
- 후방 트랙: 54.1 in (1,370 mm)
- 엔진 오일: 11.5 L (12.1 qt US), oil change volume: 9 L (9.5 qt US)

## 카레라 RS의 변형 차종
1992년 포르쉐는 유럽 시장을 위해 카레라 RS라고 불리는 964의 초경량 후륜 구동 전용 버전을 생산했다. 이것은 포르쉐의 911 "카레라 컵"경주 용 자동차를 기반으로 하고 2.7 및 3.0 RS 및 RSR 모델을 연상한다. 내부적으로 M64 / 03이라는 이름의 표준 엔진의 수정된 버전을 특징으로 하며, 260 bhp (194 kW; 264 PS)의 증가 된 출력 출력과 더 가까운 비율, 비대칭 제한 슬립 차동 및 G50/10 변속기에 결합 된 경량 플라이휠이 장착되어 있다. 스틸 싱크로 메쉬, 40 mm (1.6 in) 낮은 승차 높이, 더 단단한 스프링, 충격 및 파워 스티어링이없는 조정 가능한 스태빌라이저 바를 갖춘 트랙 지향 서스펜션 시스템 (RHD UK 차량에는 파워 스티어링이 있음).
파워 윈도우 또는 시트, 뒷좌석, 에어컨, 크루즈 컨트롤, 소음 제거 또는 스테레오 시스템 (옵션 장착) 및 새로운 레이싱 버킷 앞좌석이 없는 벗겨진 내부가 패키지의 일부였다. 트렁크 후드는 알루미늄으로 만들어졌고 섀시는 이음새가 용접되었다. 바퀴는 마그네슘으로 만들어졌고 유리는 문과 뒷 창이 더 얇았다. 카레라 RS는 미국 수출 버전 카레라 2 모델보다 약 345 파운드 (155kg) 가볍다. 또한 더 무거운 투어링 모델 (소음 약화, 파워 시트 (옵션), 차대 보호 장치 및 파워 윈도우 포함)과 벗겨진 빈 금속 내부와 롤 케이지가 있는 N/GT 레이싱 모델도 제공되었다. 그들은 또한 바이저에 옵션 조명이 함께 제공되었다.

## 964 컵
포르쉐 964를 기반으로 제작된 1990년형은 새로운 포르쉐 카레라 컵의 레이싱 버전이다. 출력이 11kW에서 195kW (265hp)로 증가한 것 외에도 964 컵에는 용접 된 롤 케이지, 수정 된 섀시 설정 및 지상고가 표준 버전보다 55mm 낮다. 무게를 줄이기 위해 내부와 방음재를 제거하였다. 기어비가 수정되었고 파워 스티어링이 없었다. 차량에는 촉매 컨버터와 ABS가 있었다. 1992년에 964 컵은 대대적인 수정이 있었다. 차량에는 964RS의 차체가 장착되었으며 엔진은 이제 202kW (275hp)를 생산하였다. 또 다른 주요 변경 사항은 긴급 제동이 발생하거나 차량이 후진하는 동안 ABS를 끌 수 있다는 것이 특징이다. 차량에는 이제 알루미늄 림을 대체하는 18인치 마그네슘 림이 있다. 차가 20mm 더 감소하였다.

### 가술적 사양
| 모델명   | 포르쉐 964 컵                        | 포르쉐 964 컵                        |
| -------- | ------------------------------------ | ------------------------------------ |
| 연식     | 1990–1991                            | 1992년, 1993년                       |
| 엔진     | 3,600 cc, six-cylinder, boxer engine | 3,600 cc, six-cylinder, boxer engine |
| 최고출력 | 195 kW (265 PS) at 6100 rpm          | 202 kW (275 PS) at 6100 rpm          |
| 최대토크 | 310 N·m (229 lbf·ft) at 4800 rpm     | 314 N·m (232 lbf·ft) at 4800 rpm     |
| 전비중량 | 1,120 kg (2,469 lb)                  | 1,120 kg (2,469 lb)                  |

## 가속 테스트 결과
| 모델l:                    | 911 카레라 2                | 911 RS 아메리카             | 911 터보 3.3                | 911 터보 3.6                |
| ------------------------- | --------------------------- | --------------------------- | --------------------------- | --------------------------- |
| 0 – 60 mph (0-97 km/h):   | 4.8초                       | 4.6초                       | 4.4초                       | 4.0초                       |
| 0 – 100 mph (0-161 km/h): | 11.9초                      | 11.6초                      | 10.7초                      | 9.2초                       |
| 0 – 130 mph (0-209 km/h): | 22.3초                      | 22.8초                      | 20초                        | -                           |
| 0 – 150 mph (0-241 km/h): | -                           | -                           | 38.4초                      | -                           |
| 1/4 mile:                 | 13.3s at 106 mph (171 km/h) | 13.3s at 105 mph (169 km/h) | 12.9s at 108 mph (174 km/h) | 12.4s at 114 mph (183 km/h) |
|                           |                             |                             |                             |                             |
| Top Speed                 | 164 mph (264 km/h)          | 158 mph (255 km/h)          | 171 mph (275 km/h)          | 180 mph (289 km/h)          |

## 생산 댓수
| 포르쉐                   | 합계   | 소계   | 총 댓수 |
| ------------------------ | ------ | ------ | ------- |
| 964 C2 쿠페              | 18,219 | 34,398 | 62,172  |
| 964 C2 Cabrio            | 11,013 | 34,398 | 62,172  |
| 964 C2 타르가            | 3,534  | 34,398 | 62,172  |
| 964 C2 Cabrio turbo-look | 1,532  | 34,398 | 62,172  |
| 964 C2 Speedster         | 936    | 34,398 | 62,172  |
| 964 C4 쿠페              | 13,353 | 20,395 | 62,172  |
| 964 C4 Cabrio            | 4,802  | 20,395 | 62,172  |
| 964 C4 타르가            | 1,329  | 20,395 | 62,172  |
| 964 C4 Jubilee Coupé     | 911    | 20,395 | 62,172  |
| 964 터보 3.3             | 3,660  | 5,097  | 62,172  |
| 964 터보 3.6             | 1,437  | 5,097  | 62,172  |
| 964 카레라 RS 3.6 쿠페   | 2,282  | 2,282  | 62,172  |

## 참고 문헌
- Ludvigsen, Karl (2003). 《Porsche. Excellence Was Expected》 3. Cambridge, Mass.: Bentley Publishers. ISBN 0-8376-0235-1.